# Carmel-by-the-Sea
Carmel-by-the-Sea is een plaats (city) in de Amerikaanse staat Californië en valt bestuurlijk gezien onder Monterey County.
Clint Eastwood was van 1986 tot 1988 burgemeester van Carmel-by-the-Sea.
De San Carlos Borromeo de Carmelo-missie, ook bekend als de Carmel Mission, is een belangrijke bezienswaardigheid in het stadje.

## Demografie
Bij de volkstelling in 2000 werd het aantal inwoners vastgesteld op 4081.
In 2006 is het aantal inwoners door het United States Census Bureau geschat op 3928, een daling van 153 (-3,7%).

## Geografie
Volgens het United States Census Bureau beslaat de plaats een oppervlakte van
2,8 km², geheel bestaande uit land.

## Geboren
- Ian Bohen (24 september 1976), acteur

## Overleden
- Ira Remsen (1846-1927), chemicus
- Roy Chapman Andrews (1884-1960), ontdekkingsreiziger
- Jeannette Rankin (1880-1973), politica
- Edward Weston (1886-1958), Amerikaans portret fotograaf

## Plaatsen in de nabije omgeving
De onderstaande figuur toont nabijgelegen plaatsen in een straal van 16 km rond Carmel-by-the-Sea.